# Hamersmidse

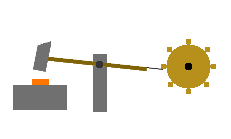
Schematekening hoe de hamer met de nokkenschijf in beweging werd gebracht

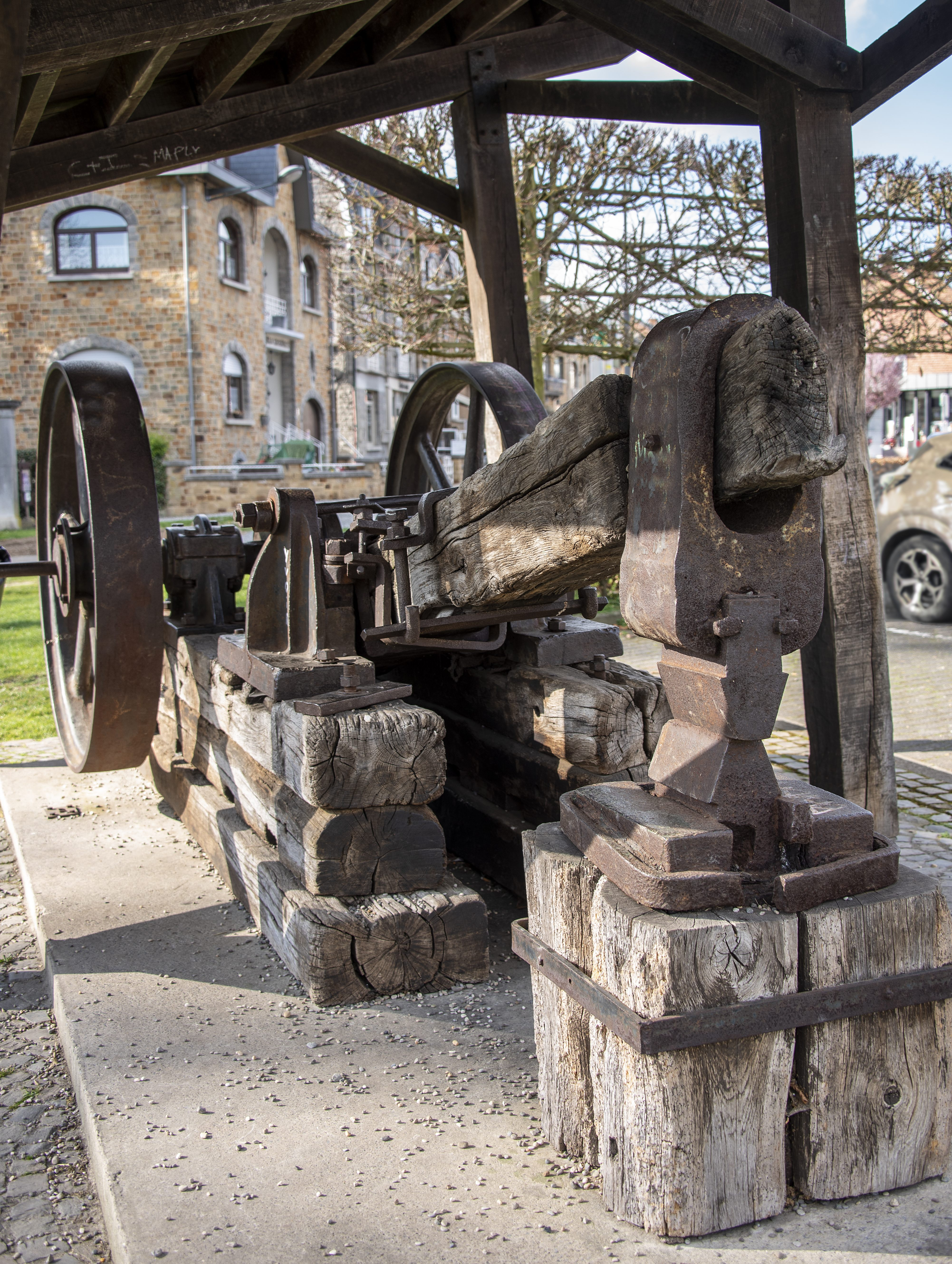
Smeedhamer in Yvoir

Een hamersmidse is een kleinbedrijf voor de vervaardiging van smeedijzer als halffabricaat en van daaruit geproduceerde gebruiksgoederen uit de periode voor de industrialisatie. Het naamgevende kenmerk van de hamersmidse was de met waterkracht aangedreven hamer. Het opheffen van de hamer gebeurde door middel van een trommel waarop een nokkenschijf bevestigd was die de hamersteel periodiek ophief en liet vallen. De hamerkop maakte hierbij een beweging over een cirkelboog.
De aanvankelijk door waterraderen en later ook door stoomkracht aangedreven installaties kwamen algemeen in gebruik toen de bewerkte werkstukken met de tijd steeds maar groter werden en nog maar moeilijk met de hand bewerkt konden worden.
De hamersmidsen verhitten ijzererts door middel van houtskool in de zogenoemde "rennofen", "rennherden" of "rennfeuer". (Georgius Agricola, 1556). In deze smeltoven die van eveneens door waterkracht aangedreven blaasbalgen voorzien was, werd het erts tot een gloeiende klomp van ruw ijzer, slak en koolresten versmolten. Het ijzer werd daarbij niet vloeibaar zoals in een hoogoven, maar bleef een deegachtige klomp. Deze zogeheten 'loep' werd dan met de hamers net zo lang uitgesmeed en in een andere oven opnieuw verhit, totdat er geen slak en kolenresten meer over waren. Het ijzer kon vervolgens direct als smeedijzer worden gebruikt. Een navolgend hardingsproces zoals bij hoogovenvervaardiging was niet noodzakelijk.

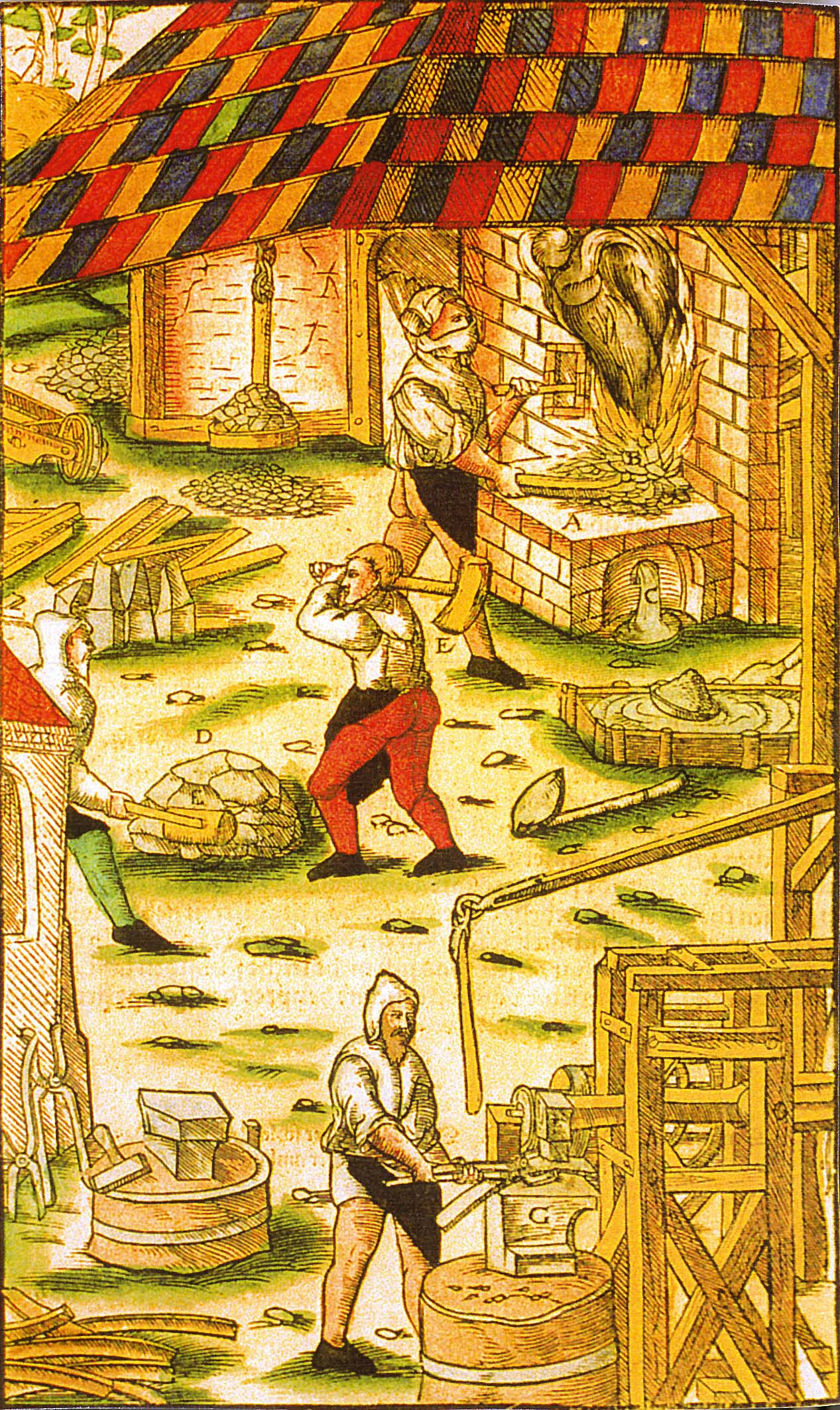
Een verhelderend beeld van een hamersmidse geeft ons het boek: AGRICOLA, Georgius (1556): De re metallica libri XII. - Basel. Op de achtergrond ziet men de Rennofen, daarvoor wordt een loep hardhandig van slakresten ontdaan. Helemaal vooraan wordt de loep uitgesmeed onder de hamer

Wijdverbreid waren hamersmidsen sinds de late Middeleeuwen in de Opper-Palts, in het bijzonder in de buurt van de steden Amberg en Sulzbach, in het Thüringer Wald (de "Lauter-" en "Niederhammer" in Suhl reeds in 1363), in het Fichtelgebergte, in het Ertsgebergte en in de Harz. In deze buurten kwam ijzer voor dat met de middelen van destijds gewonnen kon worden. Zo kreeg de Opper-Palts de bijnaam Ruhrgebied van de Middeleeuwen.
Plaatsnamen die op -hammer eindigen, komen in deze streken veel voor.
Typische producten van hamersmidsen waren
- Staafijzer (als ruw materiaal voor de buissmederijen in Suhl)
- Staven
- Onvertind blik
- Vertind blik
- Draad

en gedijden zo in de handel. De verdere verwerking tot eindproducten gebeurde meestal buiten het ontwikkelgebied, in het Thüringer wald meestal naar plaats (Suhl en Zella-Mehlis: wapens; Schmalkalden, Steinbach-Hallenberg: gereedschappen).